# 재경 대학역
재경 대학역(중국어: 财经大学站)은 1984년에 개통한 중국의 철도역이다.

## 역 주변
- 톈진 재경 대학